# Oh Jang-eun
Đây là một tên người Triều Tiên, họ là Oh.
Oh Jang-Eun (tiếng Hàn Quốc: 오장은; sinh ngày 24 tháng 7 năm 1985) là một cầu thủ bóng đá từ Hàn Quốc. Anh được chọn để thi đấu Cúp bóng đá châu Á 2007, thay cho Kim Nam-Il vì chấn thương.

## Sự nghiệp câu lạc bộ
Năm 2002, Oh Jang-Eun ra mắt cho đội bóng Nhật Bản J1 League FC Tokyo, và lập kỉ lục cầu thủ trẻ nhất thi đấu tại J1 League. Không giống những người Hàn Quốc khác, anh dành thời gian ở đội trẻ FC Tokyo, hơn là thi đấu ở một đội bóng tại Đại học Hàn Quốc. Anh chuyển đến đội bóng Hàn Quốc tại K League Daegu FC, thi đấu 2 mùa giải. Sau đó anh chuyển đến câu lạc bộ hiện tại Ulsan Hyundai Horang-i năm 2007, và đóng góp trong chức vô địch tại Cúp Liên đoàn bóng đá Hàn Quốc 2007. Anh lập hat-trick đầu tiên trong trận đấu trên sân khách trước Jeonbuk Hyundai Motors ngày 23 tháng 9 năm 2006.
Ngày 1 tháng 2 năm 2011, Oh Jang-Eun ký hợp đồng với Suwon Samsung Bluewings.

## Sự nghiệp quốc tế
Oh từng là thành viên của đội tuyển quốc gia và ở cả cấp độ trẻ. Anh đá cho đội tuyển U-20 ở Giải vô địch bóng đá trẻ thế giới 2005. Là cầu thủ dự bị ở đội tuyển quốc gia, anh ra mắt trước Ghana năm 2006, hầu hết số lần ra sân trong tổng số 14 lần của anh là với Nhật Bản, tại Cúp bóng đá Đông Á 2010.

## Thống kê câu lạc bộ
Tính đến 6 tháng 11 năm 2011
| Thành tích câu lạc bộ | Thành tích câu lạc bộ | Thành tích câu lạc bộ | Giải vô địch | Giải vô địch | Cúp                   | Cúp                   | Cúp Liên đoàn | Cúp Liên đoàn | Châu lục | Châu lục  | Tổng cộng | Tổng cộng |
| Mùa giải              | Câu lạc bộ            | Giải vô địch          | Số trận      | Bàn thắng    | Số trận               | Bàn thắng             | Số trận       | Bàn thắng     | Số trận  | Bàn thắng | Số trận   | Bàn thắng |
| Nhật Bản              | Nhật Bản              | Nhật Bản              | Giải vô địch | Giải vô địch | Cúp Hoàng đế Nhật Bản | Cúp Hoàng đế Nhật Bản | Cúp Liên đoàn | Cúp Liên đoàn | Châu Á   | Châu Á    | Tổng cộng | Tổng cộng |
| --------------------- | --------------------- | --------------------- | ------------ | ------------ | --------------------- | --------------------- | ------------- | ------------- | -------- | --------- | --------- | --------- |
| 2002                  | FC Tokyo              | J1 League             | 2            | 0            | 0                     | 0                     | 1             | 0             | -        | -         | 3         | 0         |
| 2003                  | FC Tokyo              | J1 League             | 4            | 0            | 1                     | 0                     | 3             | 0             | -        | -         | 8         | 0         |
| 2004                  | FC Tokyo              | J1 League             | 7            | 0            | 0                     | 0                     | 4             | 0             | -        | -         | 11        | 0         |
| Hàn Quốc              | Hàn Quốc              | Hàn Quốc              | Giải vô địch | Giải vô địch | Cúp KFA               | Cúp KFA               | Cúp Liên đoàn | Cúp Liên đoàn | Châu Á   | Châu Á    | Tổng cộng | Tổng cộng |
| 2005                  | Daegu FC              | K League 1            | 16           | 3            | 1                     | 1                     | 7             | 0             | -        | -         | 24        | 4         |
| 2006                  | Daegu FC              | K League 1            | 24           | 6            | 2                     | 0                     | 8             | 0             | -        | -         | 34        | 6         |
| 2007                  | Ulsan Hyundai         | K League 1            | 17           | 0            | 3                     | 1                     | 7             | 0             | -        | -         | 27        | 1         |
| 2008                  | Ulsan Hyundai         | K League 1            | 24           | 2            | 3                     | 1                     | 9             | 0             | -        | -         | 36        | 3         |
| 2009                  | Ulsan Hyundai         | K League 1            | 24           | 4            | 0                     | 0                     | 4             | 0             | 4        | 2         | 32        | 6         |
| 2010                  | Ulsan Hyundai         | K League 1            | 28           | 1            | 2                     | 1                     | 5             | 1             | -        | -         | 35        | 3         |
| 2011                  | Suwon Bluewings       | K League 1            | 30           | 4            | 4                     | 1                     | 0             | 0             | 9        | 2         | 43        | 7         |
| 2012                  | Suwon Bluewings       | K League 1            | 26           | 1            | 1                     | 0                     | 0             | 0             | -        | -         | 27        | 1         |
| Tổng cộng             | Nhật Bản              | Nhật Bản              | 13           | 0            | 1                     | 0                     | 8             | 0             | -        | -         | 22        | 0         |
| Tổng cộng             | Hàn Quốc              | Hàn Quốc              | 189          | 21           | 15                    | 5                     | 40            | 1             | 13       | 4         | 257       | 31        |
| Tổng cộng sự nghiệp   | Tổng cộng sự nghiệp   | Tổng cộng sự nghiệp   | 202          | 21           | 16                    | 5                     | 48            | 1             | 13       | 4         | 279       | 31        |

## Thống kê đội tuyển quốc gia
| Đội tuyển quốc gia Hàn Quốc | Đội tuyển quốc gia Hàn Quốc | Đội tuyển quốc gia Hàn Quốc |
| Năm                         | Số trận                     | Bàn thắng                   |
| --------------------------- | --------------------------- | --------------------------- |
| 2006                        | 1                           | 0                           |
| 2007                        | 5                           | 0                           |
| 2008                        | 3                           | 0                           |
| 2009                        | 1                           | 0                           |
| 2010                        |                             |                             |
| Tổng                        | 10                          | 0                           |

## Danh hiệu

### Câu lạc bộ
FC Tokyo
- J.League Cup (1): 2004

Ulsan Hyundai Horang-i
- Cúp Liên đoàn bóng đá Hàn Quốc (1): 2007